# Холокост в Глубокском районе (Витебская область)
Холокост в Глубо́кском районе — систематическое преследование и уничтожение евреев на территории Глубокского района Витебской области оккупационными властями нацистской Германии и коллаборационистами в 1941—1944 годах во время Второй мировой войны, в рамках политики «Окончательного решения еврейского вопроса» — составная часть Холокоста в Белоруссии и Катастрофы европейского еврейства.

## Геноцид евреев в районе
Нацисты включили Глубокский район в состав территории, административно отнесённой в состав рейхскомиссариата «Остланд» генерального округа Белорутения. Глубокое стало центром Глубокского гебита (округи). Комиссаром округи стал Пауль Гахман. Вся полнота власти в районе в первое время принадлежала нацистской военной оккупационной администрации, действующей через созданную вермахтом полевую комендатуру. Эта комендатура организовала из бывших польских чиновников городскую управу и полицию. В Глубоком как в центре округа были размещены управа округа, немецкий гарнизон и армейские склады.
Для осуществления политики геноцида и проведения карательных операций сразу вслед за войсками в район прибыли карательные подразделения войск СС, айнзатцгруппы, зондеркоманды, тайная полевая полиция (ГФП), полиция безопасности и СД, жандармерия, гестапо и отряд провокатора Витвицкого.
Одновременно с оккупацией нацисты и их приспешники-коллаборационисты начали поголовное уничтожение евреев, которые до войны составляли значительную часть жителей района и только малая часть которых эвакуировалась до прихода немцев. «Акции» (таким эвфемизмом гитлеровцы называли организованные ими массовые убийства) повторялись множество раз во многих местах. В тех населенных пунктах, где евреев убили не сразу, их содержали в условиях гетто вплоть до полного уничтожения, используя на тяжелых и грязных принудительных работах, от чего многие узники умерли от непосильных нагрузок в условиях постоянного голода и отсутствия медицинской помощи.
На территории района есть несколько мест массовых расстрелов евреев. Около озера Большое, за аэродромом, в середине 1942 года убили 2700 человек. Недалеко от урочища Борок в 1942 году были расстреляны около 2000 евреев. в центре Глубокого на улице Чкалова 19 августа 1942 года были захоронены около 4500 евреев — узников уничтоженного гетто. В Плиссе в 1943 году были убиты 500 евреев.
В деревне Зябки до войны жило около 20 еврейских семей, из которых никто не успел эвакуироваться. Трех евреев немцы убили в первый же день после оккупации, а затем был проведен погром, в котором участвовали и местные жители. Всё еврейское имущество было разграблено. Евреев местечка ежедневно использовали на принудительных работах — строительстве дороги, рытье котлованов, и т. п. Когда нацисты создали гетто в Прозороках, оставшихся в живых евреев отправили туда, где они были убиты вместе с остальными.
Были убиты евреи в Глубоком, Плисе, в деревнях Шипы (Обрубский сельсовет), Малые Давидки, Передолы (Подсвильский поселковый Совет), Голубичи (32 человека в урочище Жировня в 1941 году).
Последних евреев, оставленных работать в аптеках, иногда на мельницах, где немцы не могли обойтись без специалистов, — в местечках Погостье, Германовичи, Гадутишки, Плиса, Лужки — зимой 1942—1943 года в один день немцы собрали их и расстреляли.

## Гетто
Оккупационные власти под страхом смерти запретили евреям снимать желтые латы или шестиконечные звезды (опознавательные знаки на верхней одежде), выходить из гетто без специального разрешения, менять место проживания и квартиру внутри гетто, ходить по тротуарам, пользоваться общественным транспортом, находиться на территории парков и общественных мест, посещать школы.
Реализуя нацистскую программу уничтожения евреев, немцы создавали гетто почти во всех городах и населённых пунктах Беларуси, где проживало еврейское население. Так и в Глубокском районе оккупанты организовали 3 гетто:
- в гетто в Глубоком (сентябрь 1941 — 20 августа 1943) были замучены и убиты более 10 000 евреев[21].
- в гетто в Плисе (осень 1941 — 1 июня 1942) были убиты около 500 евреев[22].
- в гетто в Прозороках (лето 1941 — 6 декабря 1941) были убиты 420 евреев.

## Сопротивление
В конце августа 1943 года немцы решили ликвидировать Глубокское гетто, но евреи подняли восстание и 4 дня сражались, убив и ранив более 150 нацистов и полицаев. Гетто было разрушено и сожжено артиллерией, бронемашинами и обстрелами с низколетящих самолётов, которые сбрасывали на гетто зажигательные бомбы и расстреливали узников из пулеметов. Гетто в Глубоком было полностью уничтожено, при этом погибли 5000 евреев.

## Случаи спасения и «Праведники народов мира»
В Глубокском районе 8 человек были удостоены почетного звания «Праведник народов мира» от израильского мемориального института «Яд Вашем» «в знак глубочайшей признательности за помощь, оказанную еврейскому народу в годы Второй мировой войны».
- Кучко Петронелла и Павел — за спасение семьи Блюменталь в деревне Бобруйщина (Псуевский сельсовет).
- Леванович Игнатий и Янина, — за спасение Итмана Шломо и его семьи в деревне Псуя (Псуевский сельсовет)[23].
- Сенкевич Константин и Мария — за спасение Итмана Шломо и его семьи в деревне Зябки (Псуевский сельсовет[24].
- Гриц Никита и Евгения — за спасение Фейгельмана Семена в деревне Угляне (Озерецкий сельсовет)[25].

## Память
Опубликованы неполные списки жертв геноцида евреев в Глубокском районе.
Памятники убитым евреям района установлены в Глубоком, Плисе и Прозороках.